# CAcert.org
CAcert.org es una autoridad de certificación administrada por la comunidad que otorga gratuitamente certificados de clave pública. (La mayor parte de las CAs son comerciales y venden certificados desde unos 50 euros al año). Más de 177.000 usuarios han verificado su identidad y CAcert ha otorgado más de 600.000 certificados hasta julio de 2010.
Estos certificados pueden ser usados para firmar y cifrar correo electrónico, identificar y autorizar usuarios conectados a sitios web y transmisión segura de datos en Internet. Cualquier aplicación que soporte Secure Socket Layer (SSL) puede usar certificados firmados por CAcert, tal como lo puede hacer cualquier aplicación que use certificados X.509, por ejemplo para cifrar o firmar documentos digitalmente.
El procedimiento de expedición de certificados es muy riguroso en cuanto a la comprobación de documentos de identidad, y exige personación ante más de un agente de verificación de identidad que tiene funciones de Autoridad de Registro.

## Asociación CAcert Inc.
CAcert Inc. es una asociación sin ánimo de lucro. Estaba registrada en Nueva Gales del Sur (Australia) desde julio de 2003 y se encarga de mantener CAcert.org. Desde finales de 2020, la asociación está domiciliada en Ginebra (Suiza). Sus miembros viven en países distintos y tiene una junta formada por 7 miembros.

## Robot CA
CAcert firma automáticamente certificados para cuentas de correo controladas por el solicitante y para dominios en que el solicitante controla cuentas de correo especiales (como es "hostmaster@example.com"). Así funciona como una robot certificate authority. Estos certificados son considerados débiles porque CAcert no emite ninguna información más allá del nombre del dominio o dirección de correo (el campo CommonName en los certificados X.509).

## Red de confianza
Para crear certificados de alta-confiabilidad, los usuarios pueden participar en un sistema de red de confianza donde otros usuarios presencialmente verifican la identidad. CAcert mantiene el número de puntos de seguridad (assurance points en inglés) para cada cuenta. 
Los puntos de seguridad (o puntos de confianza) pueden ser obtenidos por varios medios, principalmente haciendo que alguien calificado verifique físicamente su identidad. Este alguien calificado puede ser un Asegurador (Assurer en inglés) de la red, o un Tercero Confiable (TTP, Trusted Third Parties en inglés) como notarios públicos.
Teniendo más puntos de seguridad permite a los usuarios tener más privilegios como colocar su nombre en los certificados y mayores fechas de expiración. Un usuario con al menos 100 puntos de seguridad es llamado un Posible asegurador (Prospective Assurer en inglés), y podrá verificar también la identidad de otros usuarios pasando Reto del Asegurador (Assurer Challenge en inglés). Más puntos de seguridad permiten al Asegurador asignar más puntos a otros (entre 10 y 35 puntos).
CAcert patrocina key signing parties, especialmente en grandes eventos como CeBIT.

## Estado de inclusión
Aún a día de hoy, los certificados emitidos por CAcert no son tan útiles en los navegadores como los certificados emitidos por las CAs comerciales como VeriSign o Thawte, debido a que la mayoría de los navegadores no distribuyen el certificado raíz de CAcert (y debido a la multitud de empresas comerciales de CA, seguramente no se llegue a incluir), por ende para la mayoría de los internautas, los certificados firmados por CAcert se comportan tal como los certificados auto-firmados. Hubo un debate para la inclusión del certificado raíz de CAcert en el software de la Fundación Mozilla (como Mozilla Firefox), pero CAcert se retractó a finales de abril de 2007. Fue después de que una auditoría se suspendiera en diciembre de 2006 porque CAcert necesitaba mejorar su sistema de administración. Ha habido más progresos y se espera una nueva petición en el futuro para la inclusión del certificado. Probablemente, que Mozilla acepte el certificado raíz de CAcert es el mayor reto hasta el momento. CAcert se ha comprometido a dar más transparencia a su junta.
Los siguientes sistemas operativos o distribuciones incluyen el certificado raíz de CAcert:
- GNU/Linux: Arch, Ark, CentOS, Debian, FreeWRT, Knoppix, Gentoo, Maemo, Mandriva, Ubuntu.
- BSD: FreeBSD, OpenBSD, MirOS BSD.